# Errol Daniels
Errol Daniels Hibbert (Guácimo, 17 de mayo de 1944) es un destacado futbolista costarricense, que ostentó hasta el año 2013 el récord de ser el goleador histórico del fútbol costarricense con 196 goles.
Sus puntos fuertes eran su velocidad explosiva y su feroz tiro. Daniels debutó con 21 años el 14 de junio de 1964 contra el Cartaginés, marcando 2 goles. Empezó a jugar como lateral izquierdo hacia adelante, porque la posición delantera central estaba ocupado por otro jugador histórico, Juan Ulloa.
Fue el máximo goleador de la Primera División en 6 temporadas (1964, 1965, 1966, 1967, 1968 y 1970). Daniels es el máximo goleador de todos los tiempos de la Liga Deportiva Alajuelense con 196 goles. Anotó 41 goles para Liga Deportiva Alajuelense durante la temporada de 1967. Anotó 24 goles en 1964, 32 en 1965, 30 en 1966, 41 en 1967, 23 en 1968, 16 en 1969, 25 en 1970 y uno en 1971 y 1972. También ganó el torneo nacional con su equipo en 1966, 1970 y 1971.
Al conseguir el título de goleador absoluto con 41 anotaciones, también impone un récord nacional y centroamericano de 1.16 goles por encuentro, el que no ha sido superado hasta la fecha.
Errol fue convocado a la Selección Nacional en los procesos clasificatorios para los Campeonatos Mundiales de Inglaterra 66 y México 70. En su calidad de Seleccionado Nacional anotó 8 goles en 19 partidos internacionales.
Posee el récord costarricense de más goles en partidos consecutivos donde se hizo presente en la red en 11 juegos al hilo en 1967. Daniels inició la cadena el 6 de agosto de ese año en la victoria rojinegra 1-0 ante Herediano. La racha finalizó el 22 de octubre en el compromiso Alajuelense 2-1 Limonense.
Sufrió una lesión el 14 de abril de 1971. La temporada acababa de empezar y en el segundo juego pegó contra el portero del Barrio México, fracturándose la pierna derecha. Regresó el 25 de junio de 1972 contra la San Carlos, y marcó su último gol el 17 de septiembre del mismo año contra el Municipal Puntarenas.

### Récords
- Mejor anotador con un solo equipo en Primera División, 197 para Alajuelense.
- Goleador histórico de Alajuelense, 197 en 242 juegos entre 1963-1972 en Primera División.[8]
- Goleador histórico de Alajuelense en general, 226.[9]
- Mejor promedio Centroamericano en una sola temporada, 1.16 goles por juego en 1967 con Alajuelense.
- Más anotaciones en una sola temporada, 41 en 1967 con Alajuelense.
- Más títulos de goleo consecutivos, 5 con Alajuelense en 1964, 1965, 1966, 1967, 1968.
- Más títulos de goleo en Primera División, 6 con Alajuelense en 1964, 1965, 1966, 1967, 1968, 1970.
- Más goles marcados en juegos consecutivos, anotando 15 en 11 encuentros en 1967.
- Más anotaciones en solo encuentro para Alajuelense, 5 en 1968 en la victoria 8-2 ante Orion F. C.[10]
- Más tripletes marcados en Primera División, 12, todos con Alajuelense.[11]
- Más dobletes marcados en Primera División, 35, todos con Alajuelense.[12]
- Mejores promedio anotador para futbolistas que lograron 100 o más tantos con un solo equipo en la historia, 0.81 con Alajuelense.[8]
- Segundo mejor anotador como visitante en Primera División, 107 anotaciones.[13]

## Clubes
| Club                       | País       | Año       |
| -------------------------- | ---------- | --------- |
| Liga Deportiva Alajuelense | Costa Rica | 1963-1973 |

## Palmarés

### Títulos nacionales
| Título                         | Club            | País       | Año  |
| ------------------------------ | --------------- | ---------- | ---- |
| Primera División de Costa Rica | L.D Alajuelense | Costa Rica | 1966 |
| Copa Campeón de Campeones      | L.D Alajuelense | Costa Rica | 1967 |
| Primera División de Costa Rica | L.D Alajuelense | Costa Rica | 1970 |
| Primera División de Costa Rica | L.D Alajuelense | Costa Rica | 1971 |

### Distinciones individuales
| Distinción                                      | Año  |
| ----------------------------------------------- | ---- |
| Goleador de la Primera División de Costa Rica   | 1964 |
| Goleador de la Primera División de Costa Rica   | 1965 |
| Goleador de la Primera División de Costa Rica   | 1966 |
| Goleador de la Primera División de Costa Rica   | 1967 |
| Goleador de la Primera División de Costa Rica   | 1968 |
| Goleador de la Primera División de Costa Rica   | 1970 |
| Miembro de la Galería Costarricense del Deporte | 2000 |